# 6184 Nordlund
6184 Nordlund (1987 UQ3) là một tiểu hành tinh vành đai chính được phát hiện ngày 16 tháng 10 năm 1987 bởi P. Jensen ở Brorfelde.